# خانه دستمالچی
خانه دستمالچی مربوط به دوره پهلوی اول است و در کاشان، خیابان محتشم، کوچه درب گلدان واقع شده و این اثر در تاریخ ۱۰ خرداد ۱۳۸۲ با شمارهٔ ثبت ۹۰۲۷ به‌عنوان یکی از آثار ملی ایران به ثبت رسیده است.